# Илинген-Биркендорф
Илинген-Биркендорф (њем. Ühlingen-Birkendorf) општина је у њемачкој савезној држави Баден-Виртемберг. Једно је од 32 општинска средишта округа Валдсхут. Према процјени из 2010. у општини је живјело 5.209 становника. Посједује регионалну шифру (AGS) 8337128.

## Географски и демографски подаци
Илинген-Биркендорф се налази у савезној држави Баден-Виртемберг у округу Валдсхут. Општина се налази на надморској висини од 644 метра. Површина општине износи 77,1 km². У самом мјесту је, према процјени из 2010. године, живјело 5.209 становника. Просјечна густина становништва износи 68 становника/km².

## Међународна сарадња
| Мјесто | Држава    | Врста сарадње | Од    |
| ------ | --------- | ------------- | ----- |
| Асахи  | Јапан     | партнерство   | 1992. |
|        | Француска | партнерство   | 1973. |
| Извор  |           |               |       |